# Графитизирующий отжиг
Графитизирующий отжиг (также томление) — процесс длительного нагрева белого чугуна с целью вызвать распад цементита и появление хлопьев графита. Образующийся в результате полного цикла отжига ковкий чугун менее хрупок и более пластичен.
Отжига проводят в нейтральной или слабоокислительной среде обычно в пять этапов:
1. увеличение температуры до 930—970° С, в это время перлит и цементит переходят в аустенит и цементит;
2. поддержание достигнутой температуры, при этом цементит распадается на аустенит и графит;
3. снижение температуры до 760° С, аустенит и графит переходят в перлит и графит;
4. медленное охлаждение (несколько градусов в час) до 700—720° С, цементит распадается на феррит и графит
5. охлаждение до температуры разгрузки печи.

Отжиг часто применяется при производстве чугуна, но это длительный (десятки часов) и потому дорогой процесс.